# هراچیا پاپینیان
هراچیا آنوشاوانی پاپینیان (ارمنی: Հրաչյա Անուշավանի Պապինյան؛ زادهٔ ۲۷ ژانویهٔ ۱۹۶۱) روزنامه‌نگار، کارگردان فیلم اهل ارمنستان است.

## زندگی‌نامه
وی در ۲۷ ژانویهٔ ۱۹۶۱ در هاگوی، شهرستان تومانیان به دنیا آمد . وی برنده جوایزی همچون مدال موسس خورناتسی است.